# Ali Benarbia
Ali Benarbia (Orano, 8 ottobre 1968) è un ex calciatore algerino, di ruolo centrocampista.
Possiede la doppia cittadinanza: algerina e francese.

## Carriera
Trasferitosi in Francia da giovanissimo, ha giocato nel campionato francese per 14 anni, in cui ha vinto 2 campionati.
Curioso il suo rapporto con le Nazionali: ha atteso invano la convocazione della Nazionale francese fino al 2000, dopodiché ha rappresentato l'Algeria per alcune partite.

## Palmarès

### Club

#### Competizioni nazionali
- Campionato francese: 2

Monaco: 1996-1997
Bordeaux: 1998-1999
- Supercoppa francese: 1

Monaco: 1997
- First Division: 1

Manchester City: 2001-2002

### Individuali
- Trophées UNFP du football: 1

Miglior giocatore della Division 1: 1999
- Calciatore dell'anno del Manchester City: 1

2001-2002
- Inserito nella Squadra dell'anno della PFA: 1

2001-2002